# Frederick William Hope

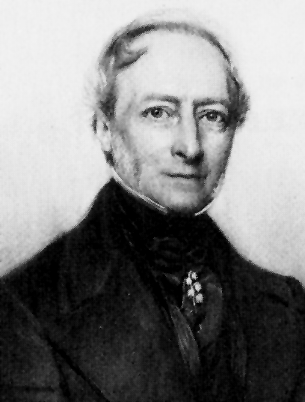
Frederick William Hope

Frederick William Hope (* 3. Januar 1797 in London; † 15. April 1862 ebenda) war ein britischer Entomologe und Stifter der sogenannten „Hope-Professur“ der Universität Oxford.

## Leben und Wirken
Frederick William Hope war der zweite Sohn von John Thomas Hope und Ellen Hester Mary.
1817 begann er seine Ausbildung am Christ’s College der Universität Cambridge, wo er 1820 den Abschluss als B.A. und
1823 als M.A. ablegte. In der Kurate von Frodesley wurde Hope ordiniert.
Während der Studienzeit besuchte Hope unter anderem die Vorlesungen von John Kidd, die sein Interesse für Zoologie und insbesondere Insektenkunde weckten. Er entwickelte sich zu einem erfolgreichen Sammler englischer Insekten. Seine Funde fanden beispielsweise Eingang in die Werke von James Francis Stephens und William Yarrell. Er lieferte auch Beiträge zu John Forbes Royles Natural History of the Himalayan Mountains.
Hope wurde früh Mitglied der Linnean Society of London und gehörte zu den ersten Mitgliedern der 1826 gegründeten Zoological Society of London. 1833 war er eines der Gründungsmitglieder der Entomological Society of London und stand ihr von 1835 bis 1836 und von 1845 bis 1846 als Präsident vor. Am 5. Juni 1834 wurde er schließlich zum Mitglied der Royal Society gewählt. Für die Publikationen der Gesellschaften schrieb er zahlreiche Beiträge. Als 1838 La Société Cuvierienne gegründet wird, war er eines der 140 Gründungsmitglieder der Gesellschaft.
Hope begann seine Sammlung um exotische Insekten zu erweitern und gab Kataloge seiner Sammlungen, beispielsweise über Lucanidae und Hemiptera, heraus. Sein bedeutendstes Werk war das von 1838 bis 1840 in drei Bänden erschienene The Coleopterist's Manual. Aufgrund seiner angegriffenen Gesundheit hielt er sich häufig in den wärmeren Gebieten Europas, so in Neapel und Nizza, auf. Dort erweiterte er seine Sammlungen um Meerestiere wie Fische und Krebstiere.
Unter der Bedingung, dass die Sammlung zusammen bliebe, schenkte er im August 1849 seine entomologische Sammlung und seine naturhistorische Bibliothek der Universität Oxford. In den folgenden Jahren erweiterte sich diese Sammlung durch weitere Schenkungen von Hope. Die „Hope Entomological Collections“ sind heute Bestandteil des Oxford University Museum of Natural History.
1855 verlieh ihm die Universität in Oxford den Titel eines Ehrendoktors. Hope stiftete 1861 der Universität Oxford eine Professur für Zoologie und nominierte John Obadiah Westwood als ersten „Hope-Professor“.
Aus der 1835 mit Ellen Meredith eingegangenen Ehe Hopes gingen keine Kinder hervor.

## Schriften (Auswahl)
- The Coleopterist's Manual – 3 Bände
  - Containing The Lamellicorn Insects Of Linneus And Fabricius. Bohn, London 1837; digitalisierte Fassung
  - Containing The Predaceous Land And Water Beetles Of Linneus And Fabricius. Bohn, London 1838; digitalisierte Fassung
  - Containing Various Families, Genera, And Species, Of Beetles, Recorded By Linneus And Fabricius : Also Descriptions Of Newly Discovered And Unpublished Insects. Bridgewater, London 1840
- Catalogo dei crostacei Italiani e di molti altri del Mediterraneo. Fr. Azzolino, Neapel 1851; digitalisierte Fassung

## Nachweise